# Meeres-Nationalpark Alonnisos-Nördliche Sporaden

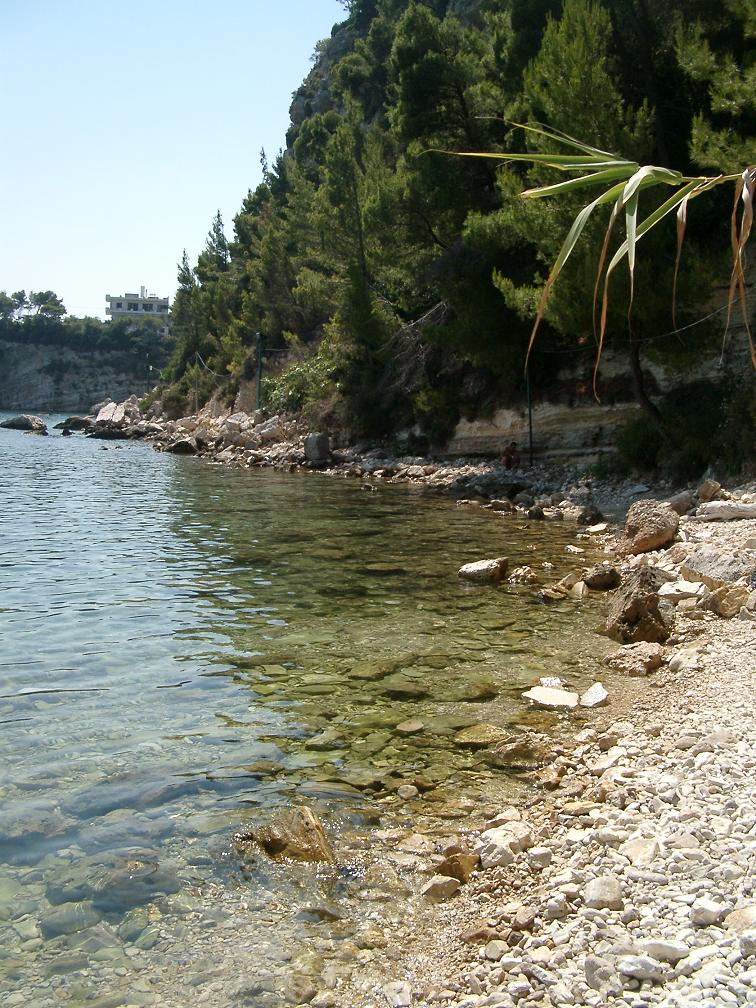
Küsten der größten Insel – Alonnisos

Der Meeres-Nationalpark Alonnisos-Nördliche Sporaden (kurz Meeres-Nationalpark Alonnisos, griechisch Εθνικό Θαλάσσιο Πάρκο Αλοννήσου Βορείων Σποράδων, ΕΘΠΑΒΣ Ethnikó Thalássio Párko Alonnísou Vorión Sporádon) ist ein Nationalpark in Griechenland. Der Park erstreckt sich über 2.220 km² und umfasst neben der namensgebenden Insel Alonnisos, weitere 6 von Menschen unbewohnte Inseln, 22  Felseninseln und das umgebende Meeresgebiet. Der 1992 per Präsidialdekret ausgewiesene Meeresnationalpark gehört zu den größten derartigen Gebiete Europas.

## Geografie
Das Gelände ist häufig felsiger Kalkstein, es gibt viele Höhlen.

## Flora & Fauna
Die küstennahe Bereiche sind häufig von Neptungräsern bewachsen, es gibt viele Edelkorallen.
Der prominenteste Bewohner des Parks ist die vom Aussterben bedrohte Mittelmeer-Mönchsrobbe, sie findet in den Höhlen der unbewohnten Insel Piperi Unterschlupf. Darüber hinaus sind beispielsweise auch Wildziege, Eleonorenfalke, Habichtsadler, Krähenscharbe, Korallenmöwe, Steppenmöwe sowie Gemeiner Delfin, Blau-Weißer Delfin und Großer Tümmler im Park heimisch.

## Tourismus
Das Gebiet ist teilweise touristisch erschlossen und öffentlich zugänglich, es gibt allerdings weitläufige Schutzzonen, in denen Zutritt lediglich zu wissenschaftlichen oder naturpflegerischen Zwecken und nach Genehmigung möglich ist.